# سیارک ۱۱۷۶۴
سیارک ۱۱۷۶۴ (به انگلیسی: 11764 Benbaillaud، نامگذاری:6531P-L) یازده هزار و هفتصد و شصت و چهارمین سیارک کشف شده‌است که در ۲۴ سپتامبر ۱۹۶۰ کشف شد.